# Tři ďáblovy polibky
Tři ďáblovy polibky (ve francouzském originále Les Trois Baisers du diable) je fantastická opera či opereta o jednom dějství francouzského skladatele Jacquese Offenbacha na libreto Eugèna-Gastona Mestépèse z roku 1856. Její premiéra se konala 15. ledna 1857 v pařížském divadle Théâtre des Bouffes-Parisiens.

## Vznik, charakteristika a historie
Repertoár Offenbachova divadla Théâtre des Bouffes-Parisiens, založeného v polovině roku 1855, se formoval postupně. Jeho jádro tvořily drobné hudebně-dramatické kusy – ať už nazývané opéra comique nebo opérette – vesměs s komickým námětem, ale akcentující někdy sentimentální, někdy groteskní prvky. Zpočátku se zde hrála i hudební pantomima, ale pro malý zájem obecenstva byla postupně vyřazena. Počátkem roku 1857 se Offenbach pokusil zavést nový operetní žánr, ve kterém by byl komický element spíše okrajový a jeho roli převzalo fantastično, zejména pomocí výpravy scénických efektů. Zkušebním kamenem bylo jeho nové dílo Tři ďáblovy polibky. Ačkoli rukopis libreta předložený cenzuře označuje Tři ďáblovy polibky jako „fantastickou operetu“ (opérette fantastique), při divadelním uvedení (v Paříži i ve Vídni) bylo používáno žánrové označení „fantastická opera (opéra fantastique, fantastische Oper) o jednom dějství“ a stejný podtitul nese i vydaný klavírní výtah. Už tato změna prozrazuje skladatelovy ambice, kterým odpovídá i dramaticky rozměrnější a důkladnější partitura než u většiny jeho předchozích děl, jakož i přizvání scénografů Cambona a Thierryho z pařížské Opery k vyhotovení dekorací.
Kritika byla vesměs novým dílem z Offenbachovy dílny překvapena. La France musicale psala: „Tady již nejde o smích; ocitáme se přímo ve velké opeře“ – nebo, jak upřesňuje Jules Lovy v Le Ménéstrel, „miniaturní velké opeře“. Tři ďáblovy polibky různými scénickými situacemi připomínaly dobové oblíbené opery jako Robert ďábel a Čarostřelec – ďábelští hrdinové Čarostřelce a Tří polibků ostatně sdílejí jméno Gaspard (Kašpar). Offenbachova hudba si získala obdiv a ocenění: „Pan Jacques Offenbach obstaral [hudbu přiléhavou látce], a učinil tak jako člověk s nesmírnou zkušeností v démonických věcech, jako maestro, který psal vždy výhradně pro peklo. Jeho malý orchestr burácí, a kdyby jen měl po ruce šedesát hudebníků, byl by vyvolal v sále bezmeznou hrůzu, tolik fantastických přísad vsypal do svých fagotů, fléten a violoncell.“ Chvála však nebyla sdílena všemi recenzenty a jisté výhrady ke vhodnosti fantastického žánru pro Offenbachovo malé divadlo, které naznačují i příznivé recenze, formuluje zpříma Revue et Gazette musicale de Paris: „Théâtre des Bouffes-Parisiens vypadává ze své role, když se opičí po Opeře.“
Publikum Bouffes-Parisiens, rekrutující se zejména ze vzdělaných velkoměstských vrstev, přijalo Tři ďáblovy polibky chladně. Scénické efekty mu velká divadla nabízela v lepším provedení a sentimentalitu, mravokárství a zbožnost neoceňovalo zdaleka tolik jako lidové obecenstvo předměstských divadel. Offenbach se poučil a od tohoto směru tvorby dočasně ustoupil. Fantaskní a výpravné prvky se v jeho díle objevily ve zvýšené míře až v 70. letech 19. století, což souviselo se změnou vkusu publika po prohrané prusko-francouzské válce. Tehdy Offenbach používal pro taková svá díla pojem féerie. Označení „opéra fantastique“ použil znovu až pro své poslední a největší dílo, Hoffmannovy povídky.

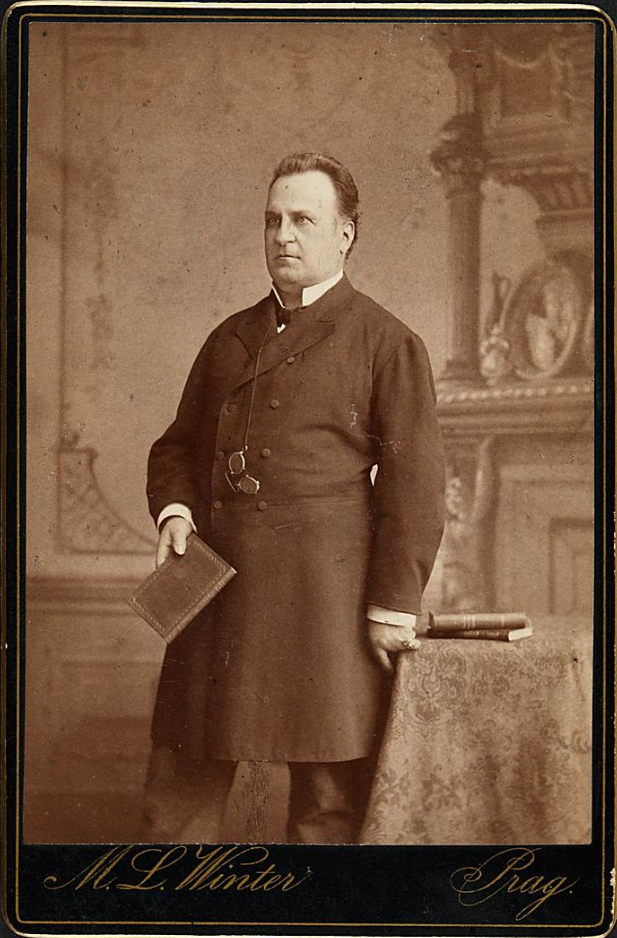
Ludwig von Ernst, představitel Kaspara (Gasparda) ve vídeňské inscenaci Tří ďáblových polibků v roce 1867

Mimo Francii se Tři ďáblovy polibky hrály jen zřídka. Z roku 1867 jsou například zprávy o nastudování v Riu de Janeiro. Pro Itálii zakoupilo autorská práva roku 1874 nakladatelství Sonzogno, ale o skutečném provedení nejsou zprávy. Ve Vídni, tradičním hlavním odbytišti Offenbachových děl, uvedlo tuto fantastickou operu za více než deset let po pařížské premiéře méně významné divadlo Harmonietheater (premiéra 26. října 1867) pod názvem Die drei Küsse des Teufels; překlad pořídil Carl Juin [Karl Guigno]. Reakce vídeňské kritiky byla různá – zatímco například Die Presse ji vítala jako oživení repertoáru „s místy velmi oslovujícími, na nevinnou hudbu Zasnoubení při lucernách atd. upomínajícími melodiemi a dosti živým libretem“, recenzent Neue Freie Presse k ní zaujal negativní stanovisko: „Mezi četnými dítky Offenbachovy múzy je toto jedním z nepodařených. Příšerný rámus, nedostatek melodie a nudný text se spojují v harmonickou jednotu, jež vyvolává u diváka přání, aby tato opera ze svého tichého úkrytu nikdy nebyla bývala vytažena.“ Zájem obecenstva byl malý a Tři ďáblovy polibky se ve střední Evropě nerozšířily.
Novodobé inscenace jsou velmi řídké, roku 2017 však byly Tři ďáblovy polibky uvedeny na Offenbachově festivalu v Étretatu a roku 2018 je úspěšně nastudovala švýcarská společnost Compagnie nonante-trois a inscenovala ji v Théâtre du Crève-Cœur v Cologny u Ženevy.

## Osoby a první obsazení
| osoba                            | hlasový obor           | světová premiéra (15.1.1857)           | vídeňská premiéra (26.10.1867) |
| -------------------------------- | ---------------------- | -------------------------------------- | ------------------------------ |
| Gaspard [Vídeň: Kaspar], ďábel   | baryton                | (Louis-)Prosper Guyot                  | Ludwig von Ernest              |
| Jacques [Vídeň: Jakob], drvoštěp | tenor                  | Gustave Gerpré                         | Evenbach                       |
| Jeanne [Vídeň: Rosa], jeho žena  | soprán                 | Marie-Denise-Victoire Dalmont          | Hild                           |
| Georget [Vídeň: Carlo], dudák    | soprán (rôle travesti) | Louise-Charlotte Abingdon(-Legaigneur) | Geringer                       |
| Dirigent:                        | Dirigent:              | Jacques Offenbach                      | Johann Baptist Klerr           |

## Děj opery
.

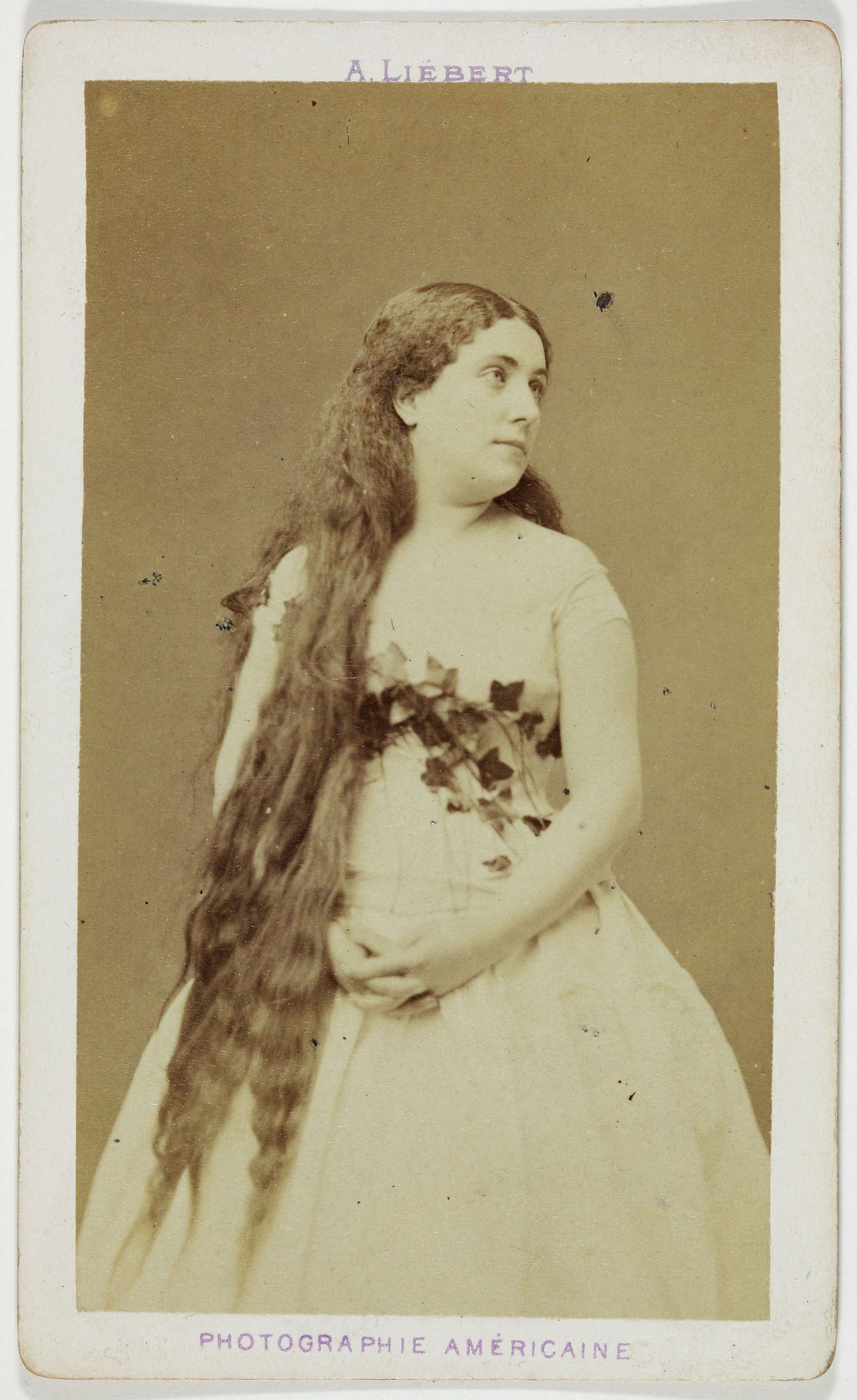
Louise Abingdonová, první představitelka kalhotkové role Georgeta ve Třech ďáblových polibcích

(Odehrává se v Pyrejeních. Prostý interiér chalupy drvoštěpa Jacquese s obrazem Madony na zdi.) Jeanne čte svému muži, drvoštěpovi Jacquesovi, ze staré knihy o zahánění ďábla. Ale ten se vysmívá receptům se svěcenou vodou a znamením kříže. Manželovu furiantskou bezbožnost přičítá Jeanne přílišnému vlivu jeho nového přítele Gasparda.
Oknem do místnosti vskočí mladý dudák Georget a zadudá Jeanne k její písni (č. 1 kuplet Jeanne Quand les amoureux cueillent la noisette). Chce manželům povědět, co viděl – usnul v lese pod kapradinami, a když se probudil, stálo poblíž třináct černých duchů a jednoho z nich poznal po hlase… Jenže jeho dudy začnou samy od sebe hrát, Georget se lekne a vyprávění utne. Jeanne pokračuje ve svých výčitkách manželovi a Jacques jí slíbí, že přestane chodit do krčmy – leda jednou týdně. A protože jejich děťátko právě usnulo, odnášejí je do vedlejší místnosti [původní č. 2 tercet Chut! Chut! Quoi donc?].
Vstoupí Gaspard a hrozivým hlasem vyzvídá na Georgetovi, co včera v lese zahlédl a zaslechl, a pak ho vyhání s výhrůžkou, aby svou příhodu nikomu nevyprávěl. Jinak se mu zle povede – jeho dudy Gaspardovi hned prozradí, pokud by se prořekl, a navíc by mu přirostly k nosu. O samotě pak Gaspard vysvětluje, že zaprodal svou duši ďáblu, a aby ji dostal zpět, musí za ni získat jinou. Jeanne mu musí ještě před dnešní půlnocí třikrát říci, že ho miluje, a tím sama propadnout peklu. Gaspard si je jistý úspěchem, i když svést cudnou vesničanku není lehké – to v Paříži by to byl úkol mnohem snazší (č. 3 kuplet Ah! si j'étais à Paris!). Jacques přichází uvítat kamaráda ve svém domě s rozpaky pramenícími z jeho posledního rozhovoru s Jeanne, ale Gaspard rychle získá zpět jeho důvěru a náklonnost. Zve Jacquese do hostince – chystají se tam hody pro něj a dvanáct dalších společníků, včetně pečené husy a dalších lahůdek. Jacques se nejprve zdráhá porušit slib daný Jeanne, že dnes zůstane doma, ale nakonec vidině hodování zdarma neodolá a odchází s Gaspardem (č. 4 duet Une oie est si grasse et si tendre).
Jeanne se vrací stejně jako Georget. Ten se jí snaží prozradit, kam se Jacques poděl, ale jeho dudy vždy zakvičí. Georgetovi se zazdá, že už jej stíhá slibovaná kletba, a běží pryč. Jeanne, která dudy neslyšela, se chlapci směje, ale tu si všimne, že se louč ve výklenku sama zapálila a osvětluje bohatě zdobenou skříňku plnou šperků. Je jí fascinována a neubrání se tomu, aby si některé z nich nevyzkoušela (č. 5 kuplet Jeanne Ça reluit, ça éblouit). Objeví se Gaspard v přestrojení za podomního obchodníka. Vysvětluje překvapené Jeanne, že jeho šperky nejsou jen pouhé klenoty, ale mají i zázračné vlastnosti. Aby viděla div, stačí, aby se jich dotkla – a aby mu řekla „miluji tě“. Jeanne zrudne a zdráhá se, ale dá se přesvědčit. Po prvním „miluji tě“ se její šaty přemění na bohatou brokátovou róbu, po druhém „miluji tě“ se celá světnice promění na honosný rokokový salon. Ale než řekne „miluji tě“ potřetí, smekne se Gaspardovi kapuce a Jeanne ho pozná. Vytrhne se mu, zahodí klenot a uteče (č. 6 grand duo dramatique Avec de brillants atours).
Gaspard nechá zmizet skvostný budoár a světnice nabude své původní podoby. Vzápětí se vrací Georget. Je překvapen, že zde Gasparda nachází, protože ho před chvílí viděl namol opilého v hospodě. Je si jistý, že v tom jsou čáry, zvláště když se mu po cestě sem přihodilo několik nevysvětlitelných příhod. Gaspard se skryje ve vedlejší místnosti. Vstoupí Jacques a Jeanne v hádce: on tvrdí, že Gasparda zanechal v hospodě, zatímco Jeanne a Georget ho přesvědčují, že Gaspard byl ještě před chvílí tady. Jacques jim nevěří, zvlášť když oba svá tvrzení doprovázejí neuvěřitelnými podrobnostmi a samotný Gaspard není k nalezení (č. 7 tercet Disparu! Disparu!). Tu zahlédne Georget oknem Gasparda, jak unáší Jacquesovo a Jeannino dítě, a vybíhá za nimi. Jacques a Jeanne se mezitím dále přou a rozzlobená Jeanne se vydává do hospody, aby zjistila, jak se věci mají. Z druhé strany vchází Gaspard a uklidňuje rozladěného drvoštěpa. Ponouká ho k pití a Jacques se nedá dlouho pobízet. Oba vyprazdňují skleničky a za chvíli Jacques znaven usíná u stolu, ponechávaje Gaspardovi volné pole pro jeho poslední pokus.
Jeanne se vrací. Nachází potemnělou místnost a Gasparda v jeho pravé podobě nižšího démona. Její úlek se mění ve zděšení, když se dozvídá, že Gaspard má v moci její dítě. Gaspard jí slibuje, že je dostane zpět, pokud mu znovu řekne „miluji tě“. Ale Jeanne se nedá přesvědčit a místo toho klesne na kolena a modlí se k obrazu Panny Marie. Netrvá dlouho a zazní zvony – je půlnoc a Gaspardova lhůta vypršela. Zjevuje se sám Satan a odvléká ho do pekla. Mezi oblaky na zářné obloze se zjevuje madona s dítětem i Georgetem u nohou (č. 8 finále Ce travail, c'est la tristesse… Elle est dans ma puissance… Jour trois fois heureux).